# Fonte Nuova
Fonte Nuova ist eine Gemeinde in der Metropolitanstadt Rom in der italienischen Region Latium mit 32.719 Einwohnern (Stand 31. Dezember 2023). Sie liegt 23 Kilometer nordöstlich von Rom.

## Geografie
Fonte Nuova liegt im Hügelland am nordöstlichen Stadtrand von Rom. Die Gemeinde besteht aus den zwei Ortsteilen Tor Lupara, das sich entlang der Via Nomentana erstreckt und Santa Lucia an der Via Palombarese. Zwischen diesen zwei Orten ist das Naturreservat Nomentum ausgewiesen. Im Gemeindegebiet wurden zahlreiche Reste von antiken Villae Rusticae gefunden.
Die Nachbargemeinden sind: Mentana, Monterotondo, Guidonia Montecelio, Rom und Sant’Angelo Romano.

## Geschichte
Fonte Nuova wurde am 15. Oktober 2001 nach einem Referendum aus den Ortsteilen Tor Lupara di Mentana und Santa Lucia di Mentana, die aus der Gemeinde Mentana ausgegliedert wurden, und aus Tor Lupara di Guidonia Montecelio, das aus Guidonia Montecelio ausgegliedert wurde, gebildet. Beide Ortsteile entstanden erst in den letzten 50 Jahren.

## Bevölkerungsentwicklung
| Jahr      | 2002   | 2006   |
| --------- | ------ | ------ |
| Einwohner | 22.695 | 25.091 |

Quelle: ISTAT

## Politik
Piero Presutti (Lista Civica: Cambia Rotta La Prua) wurde am 11. Juni 2017 zum Bürgermeister gewählt.